# Italiens Grand Prix 1967
Italiens Grand Prix 1967 var det nionde av elva lopp ingående i formel 1-VM 1967.  

## Resultat
1. John Surtees, Honda, 9 poäng
2. Jack Brabham, Brabham-Repco, 6
3. Jim Clark, Lotus-Ford, 4
4. Jochen Rindt, Cooper-Maserati, 3
5. Mike Spence, BRM, 2
6. Jacky Ickx, Cooper-Maserati, 1
7. Chris Amon, Ferrari

### Förare som bröt loppet
- Graham Hill, Lotus-Ford (varv 58, motor)
- Jo Siffert, R R C Walker (Cooper-Maserati) (50, olycka)
- Giancarlo Baghetti, Lotus-Ford (50, motor)
- Bruce McLaren, McLaren-BRM (46, motor)
- Joakim Bonnier, Jo Bonnier (Cooper-Maserati) (46, överhettning)
- Jackie Stewart, BRM (45, motor)
- Denny Hulme, Brabham-Repco (30, överhettning)
- Guy Ligier, Ligier (Brabham-Repco) (26, motor)
- Chris Irwin, Reg Parnell (BRM) (16, insprutning)
- Ludovico Scarfiotti, Eagle-Weslake (5, motor)
- Dan Gurney, Eagle-Weslake (4, motor)